# Gorraun

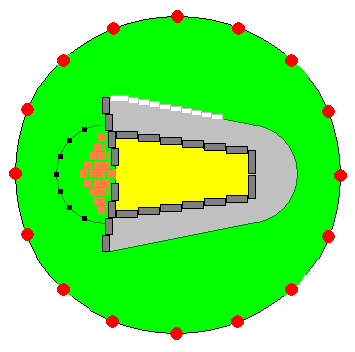
Prinzipskizze Wedge Tomb am Beispiel von Island

Die Megalithanlage von Gorraun (irisch An Garrán) ist eine von lediglich zwei einigermaßen erhaltenen, vom Typ her schwer bestimmbaren Anlagen, an der Grenze zum County Tipperary, im County Offaly in Irland. Sie ist nicht auf den OS-Karten markiert, wird aber unter den National Monuments aufgeführt.
Die Anlage liegt nahe der Grenze zu Tipperary im Wald auf einem niedrigen runden Restcairn aus kleineren Steinen und Erde von etwa 10,0 m Durchmesser. Der etwa 0,8 m über dem heutigen Bodenniveau nahezu horizontal aufliegende Deckstein aus rotem Sandstein ist 3,7 m lang, 2,1 m breit und 0,35 m dick. Er wird an zwei Punkten von kleinen, flachen Platten gestützt und ist umgeben von großen Felsbrocken, die Randsteine sein könnten. Die Nordwest-Südost orientierte Anlage hat Eigenschaften eines Passage Tomb, wird zumeist aber als Wedge Tomb angesehen.
In der Nähe liegt die Ruine der Wassermühle Springmount Mill.